# Timandra vibicaria
Timandra vibicaria là một loài bướm đêm trong họ Geometridae.